# Trichomycterus brasiliensis
Trichomycterus brasiliensis is een straalvinnige vissensoort uit de familie van de parasitaire meervallen (Trichomycteridae). De wetenschappelijke naam van de soort werd in 1874 gepubliceerd door Christian Frederik Lütken.